# ۱۱۶۱ (میلادی)
۱۱۶۱ (میلادی) هزار و صد و شصت و یکمین سال تقویم میلادی است.

## درگذشتگان
‎